# Libranet
Libranet是一个基于Debian的操作系统。
最后的發行版（截至 2005 年 4 月 25 日）是 Libranet 3.0，當時新用户的价格约为 90 美元，舊有用户的續費价格为 65 美元。而之前的版本 Libranet 2.8.1 開放免費下载。
Libranet 的开发已停止。

## 历史
该名称来自“Libra Computer Systems”（创始人拥有的公司）以及“libra.com”的事实。
Libranet 的首次发布于 1999 年当时的大多数 Linux 發行版都难以安装，通常只有程序员或需要搭建低成本服务器的人才會選擇使用。Libranet嘗試推出和销售易于安装且适合桌面使用的發行版。Corel同样在Corel Linux上尝试过，但最終放弃推出并重新专注于Windows和Mac OS，Corel 将其 Linux的知識產權出售给Xandros。不過，Libranet持續開發桌面Linux 發行版，而获得了桌面使用者的认可。 
从1999年到2003年，大多数使用難度与Libranet相当的Linux發行版的定价也與其相似。但在2004年后， Linux整体上已经較爲先进，不少發行版都較容易安装，并且提供了相對易用的桌面。一些發行版（例如MEPIS）具有更强的竞争力而且價格更低廉，更甚者如Knoppix，更是免费提供系統供人使用。
Libranet试图作为易用的Linux發行版占据一席之，在所有桌面發行版中，它与当时的 Debian 版本（Woody）是兼容度最高的，亦提供广泛的技術支援（称为“启动和运行支持”）：创始人 Jon Danzig 经常亲自回答使用者的問題，令Libranet的用戶粘性比同類產品高。
然而，随着 2005 年Debian Sarge的发布以及Ubuntu （基于 Debian 的免费發行版，可以选择购买支持）的出现，Libranet 受到的关注愈發減少。 Debian改进了自身的安装程序，使其更易于使用（在此之前，使用發行版而非Debian的其中一個理由是其自己的安装程序对用户不友好）。
Libranet 发布了 3.0 版本，获得了好评。但桌面發行版的市场已经发生了变化，其他各种商业供应商也相應发布了其免费版本，并以技術支援為盈利模式，例如SUSE发布了OpenSUSE ， Red Hat发布了Fedora 。 同時Libranet仍然只出售其發行版，並提供免费的支援，沒有跟隨其他发行商的步伐放弃其發行版的售賣盈利，和/或出售专有软件增强功能。
Libranet 创始人 Jon Danzig 于 2005 年 6 月 1 日去世。 他的儿子 Tal 接管了开发团队的领导权，但随后表示将停止维护 Libranet。  Daniel de Kok， 另一位留任的员工，后来成为CentOS的开发人员。

## 放棄 OpenLibranet 3.1
许多用户表示希望Libranet 和 Libranet Adminmenu（操作系统设置和配置工具，它包含一个易用的内核编译工具）不要停用或者停止維護。 因此，包括 Daniel de Kok 在内的团队提议开源 Libranet，并发布 OpenLibranet 3.1。但由于未能获得負責人 Tal Danzig 对该计划的明确许可，因此Libranet计划被放弃。 